# یوجین دبز
یوجین ویکتور دبز (به انگلیسی: Eugene V. Debs)‏(۵ نوامبر ۱۸۵۵ - ۲۰ اکتبر ۱۹۲۶) رهبر سندیکایی آمریکایی، از اعضای مؤسس کارگران صنعتی جهان، و کاندید پنج بارهٔ حزب سوسیالیست آمریکا برای رئیس‌جمهور ایالات متحده آمریکا بود. دبز از طریق نامزدی برای ریاست جمهوری، و نیز کارش با جنبش‌های کارگری نهایتاً بدل به یکی از شناخته شده‌ترین سوسیالیست‌هایی شد که در آمریکا زندگی کرده‌اند.
دبز در ابتدا عضو حزب دموکرات ایالات متحده آمریکا بود و به عنوان یک دمکرات در ۱۸۸۴ به مجمع عمومی ایندیانا انتخاب شد. او نقشی کلیدی در سندیکای راه آهن آمریکا، یکی از نخستین سندیکاهای صنعتی کشور داشت. دبز پس از به راه انداختن اعتصابی در راه آهن که منجر به فراخوانی ارتش آمریکا از سوی رئیس جمهور گروور کلیولند شد، به زندان افتاد. در زندان، او آثار گوناگون نظریهٔ سوسیالیستی را مطالعه کرد و شش ماه بعد به یک پیروی جنبش انترناسیونال سوسیالیست بدل شد. دبز یکی از اعضای مؤسس سوسیال دمکراسی آمریکا (۱۸۹۷), حزب سوسیال دموکرات (۱۸۹۸), و حزب سوسیالیست آمریکا (۱۹۰۱) بود.
او به عنوان کاندید سوسیالیست پنج بار در سال‌های ۱۹۰۰ (با کسب ۰٫۶۳٪ رأی مردمی), ۱۹۰۴ (۲٫۹۸٪), ۱۹۰۸ (۲٫۸۳٪), ۱۹۱۲ (۵٫۹۹٪), و ۱۹۲۰ (۳٫۴۱٪), رقابت کرد که دفعهٔ آخر آن درون سلول زندان بود و حدود یک میلیون رای آورد.
دبز به خاطر بیانش مشهور بود و سخنرانی او در محکومیت مشارکت آمریکا در جنگ جهانی اول در زمان ریاست جمهوری وودرو ویلسون منجر به دستگیری دوبارهٔ او در سال ۱۹۱۸ شد. او تحت قانون جاسوسی ۱۹۱۷ محکوم به ده سال زندان شد. رئیس جمهور وارن جی. هاردینگ در ۱۹۲۱ محکومیت او را بخشید. دبز در سال ۱۹۲۶ درگذشت.